# Décompte des points au rugby à XV
Au rugby à XV, le décompte des points dépend des différentes possibilités de marquer. À compter de 1992, un essai vaut cinq points, la transformation de l'essai deux points, le drop trois points et la pénalité trois points.
| Essai    | Transformation | Drop     | Pénalité |
| -------- | -------------- | -------- | -------- |
| 5 points | 2 points       | 3 points | 3 points |

## Historique
À l'origine il n'y avait pas de points comptabilisés au score. L'objectif était alors de franchir la ligne de but adverse pour obtenir le droit de « tenter » (en anglais to try) de marquer un « but » (goal) en faisant passer le ballon d'un coup de pied entre les perches. Le vainqueur était, comme en football-association, celui qui marquait le plus de buts. Entre 1875 et 1877, le vainqueur est toujours celui qui marquait le plus de buts, mais les essais servaient à départager une éventuelle égalité.
En 1891, les quatre membres de l'International Rugby Football Board s'entendent sur un système de points uniformisé pour établir le score dans un match,.
Petit à petit, l'attribution d'un nombre de points spécifiques aux différentes actions fait son chemin :
- En 1886, les règles adoptées du Cheltenham College sont : l'essai vaut 1 point, le but (c'est-à-dire essai transformé) vaut 3 points[2].

- En 1888, le but sur coup de pied de pénalité est instauré, d'une valeur de 3 points.

- En 1891, l'International Board accorde 2 points pour un essai non transformé ou 5 points pour un but faisant suite à un essai ; le but après marque vaut désormais 4 points[4].

- En 1894, à la demande de l'Angleterre et du pays de Galles où la mesure est déjà effective depuis mars 1893[2], le Board inverse les valeurs de l'essai et de la transformation, passant respectivement à 3 points et 2 points[4].

- En mars 1905, la valeur du but après marque tombe à 3 points[2],[4].

- En mars 1948, la valeur du drop-goal tombe à 3 points[2],[4].

- En mars 1971, le Board teste un nouveau barème dans l'hémisphère nord dans lequel l'essai passe à 4 points[2]. La règle est validée et officiellement instaurée en 1973[2].

- En septembre 1977, le but après marque ne permet plus de marquer de points[2].

- En avril 1992, dernier changement en date, l'essai passe à 5 points[2],[4]. Le premier essai international à 5 points est inscrit par le Néo-Zélandais Va'aiga Tuigamala le 4 juillet 1992 contre l'Australie[5].

| Date             | Essai | Transf. | Drop | Pénalité | But après marque |
| ---------------- | ----- | ------- | ---- | -------- | ---------------- |
| 1875             | 0     | 1       | -    | –        | –                |
| 1886             | 1     | 2       | 3    | –        | 3                |
| 1888             | 1     | 2       | 3    | 3        | 3                |
| 1891             | 2     | 3       | 4    | 3        | 4                |
| 1894             | 3     | 2       | 4    | 3        | 4                |
| 1905             | 3     | 2       | 4    | 3        | 3                |
| 1948             | 3     | 2       | 3    | 3        | 3                |
| 1971 (hém. nord) | 4     | 2       | 3    | 3        | 3                |
| 1971 (hém. sud)  | 3     | 2       | 3    | 3        | 3                |
| 1973             | 4     | 2       | 3    | 3        | 3                |
| 1977             | 4     | 2       | 3    | 3        | –                |
| 1992             | 5     | 2       | 3    | 3        | –                |